# Still Standing (sång)
Still Standing är en låt framförd av den amerikanska R&B sångerskan Monica, skriven av Christopher Bridges och Adonis Stropshire och producerad av Bryan Michael Cox, för hennes kommande sjätte studioalbum med samma namn. 
Låten var från början planerad som skivans första singel men Monica var inte överens med skivbolaget om att skivans titelspår skulle vara första singeln, så ingen har ännu valts.
Utan en officiell release hade låten en topplacering på plats 78 på den amerikanska musiklistan "Hot R&B/Hip-Hop Songs chart" den 21 augusti 2008 men föll sedan snabbt från listan på grund av att ingen marknadsföring ägde rum. Någon musikvideo gjordes aldrig för låten.

## Listor
| Listor (2008)                          | Topplacering |
| -------------------------------------- | ------------ |
| U.S. Billboard Hot R&B/Hip-Hop Songs   | 74           |
| U.S. Billboard Hot R&B/Hip-Hop Airplay | 74           |